# 보코니 대학교
보코니 대학교(이탈리아어: Università Commerciale Luigi Bocconi, 영어: Bocconi University)는 이탈리아 밀라노의 사립대학교이다. 보코니 대학에는 경제학, 금융학, 법학, 경영학, 정치과학, 행정학, 컴퓨터과학 분야의 학부와 대학원 과정이 있다. SDA Bocconi라는 이 대학의 경영대학원은 경영학 석사 프로그램(MBA and Executive MBA programs)을 제공한다. 보코니 대학교는 세계에서 가장 권위 있는 대학 중 하나로 간주되며 이탈리아 밀라노의 역사적인 중심지인  블리그니 거리 (이탈리아어: Viale Bligny)에 위치해 있다.
보코니 대학은 그 대학의 분야에서 지속적으로 이탈리아 1위였고, 세계 대학 순위에서도 최상위권이었다. 2021년에 QS 세계 대학 랭킹에서 이 대학을 사업 및 경영학 분야(business and management studies)에서 전세계 7등, 유럽 2등으로 순위를 매겼으며, 경제학과 계량경제학 분야에서 미국과 영국 밖에 있는 대학 중에서는 1위, 전세계에서는 16위에 올랐다.

## 학부 및 대학원

### SDA Bocconi
SDA Bocconi (이탈리아어: Scuola di Direzione Aziendale Bocconi, 직역하면 'Bocconi School of Management')는 이 대학의 경영대학원이다. 비즈니스 스쿨은 MBA 프로그램, 경영자 교육, 전문 인증 및 경영학 박사(DBA)를 제공한다. 1971년에 설립된 SDA Bocconi는 AACSB, EQUIS 및 AMBA의 인증을 완전히 받았다. 학교는 또한 이탈리아 비즈니스 및 경영 리뷰인 E&M(Economia & Management)의 출판사이기도 하다. SDA는 또한 기업 금융(corporate finance) 및 은행, 부동산 관리, 고급 식품 및 음료 관리, 패션 관리, 디자인 관리, 스포츠 법률 및 스포츠 관리, 무대 및 쇼 관리 석사 과정의 추가 과학 석사(Master of Science) 프로그램을 제공한다.
2024년 Financial Times는 SDA Bocconi의 풀타임 MBA 프로그램을 세계 3위로 선정했다. 2022년 SDA Bocconi는 Financial Times의 유럽 비즈니스 스쿨 순위에서 유럽 최고의 비즈니스 스쿨 4위로 선정되었다.
2023년 QS는 SDA Bocconi의 MBA 프로그램을 세계 22위, 유럽에서는 10위로 선정했다.
블룸버그 비즈니스위크는 SDA Bocconi를 2023-24년 순위 주기 동안 유럽 최고의 비즈니스 스쿨로 선정했다.
SDA Bocconi는 Forbes가 선정한 "2019년 최고의 국제 MBA(1년, 미국 외 프로그램)"에서 4위를 차지했다.

## 국제 순위
| 평가 기관         | 전공 분야                                          | 2016   | 2017   | 2018          | 2019      | 2020  | 2021 | 2022 |
| ----------------- | -------------------------------------------------- | ------ | ------ | ------------- | --------- | ----- | ---- | ---- |
| QS 세계 대학 순위 | 사회 과학 및 경영                                  | 22위   | 17위   | 11위          | 16위      | 16위  | 10위 | 10위 |
| QS 세계 대학 순위 | 금융 석사                                          |        |        | 8위           | 11위      | 10위  |      | 10위 |
| QS 세계 대학 순위 | 경영석사                                           |        |        | 11위          | 11위      | 9위   |      |      |
| QS 세계 대학 순위 | 회계 및 금융                                       | 27일   | 33차   | 29일          | 18회      | 17일  | 16일 |      |
| QS 세계 대학 순위 | 비즈니스 및 경영 연구                              | 10위   | 11일   | 10일          | 8번째     | 7번째 | 7위  | 6th  |
| QS 세계 대학 순위 | 경제학 및 계량경제학                               | 17위   | 16일   | 16일          | 16일      | 16위  | 18일 | 16위 |
| QS 세계 대학 순위 | 글로벌MBA                                          |        |        | 22차          | 10위      | 23일  |      |      |
| QS 세계 대학 순위 | 글로벌 EMBA                                        |        |        | 19일          | 16회      |       |      |      |
| 파이낸셜 타임즈   | 글로벌MBA                                          | 25일   | 22번째 | 29일          | 31번째    | 12일  | 13일 |      |
| 파이낸셜 타임즈   | 금융 분야 최고의 MBA                               |        | 18일   | 해당사항 없음 |           |       |      |      |
| 파이낸셜 타임즈   | 임원교육(맞춤형)                                   | 6번째  | 4번째  | 7th           | 4번째     |       |      |      |
| 파이낸셜 타임즈   | 임원교육(공개)                                     | 39번째 | 33번째 | 28일          | 23차      |       |      |      |
| 파이낸셜 타임즈   | 여성을 위한 최고의 MBA                             |        |        | 25일          |           |       |      |      |
| 파이낸셜 타임즈   | 금융석사(사전경험)                                 | 9th    | 7th    | 8th           |           |       |      |      |
| 파이낸셜 타임즈   | 경영학 석사                                        | 11번째 | 10위   | 6번째         | 10위      |       |      |      |
| ARWU              | 경제학                                             |        | 40위   | 31위          | 27일      |       |      |      |
| ARWU              | 금융                                               |        | 50위   | 36위          | 34위      |       |      |      |
| ARWU              | 관리                                               |        | 41위   | 34번째        | 30위      |       |      |      |
| 타임즈 고등교육   | 경영 및 경제                                       |        |        | 27일          | 해당 없음 |       |      |      |
| 미국 뉴스         | 경제·경영 분야 최고의 글로벌 대학                  |        |        | 27일          | 24일      |       |      |      |
| 블룸버그          | 최고의 국제 비즈니스 스쿨                          | 8일    | 7일    |               |           | 5번째 |      |      |
| 포브스            | 최고의 국제 MBA: 1년 프로그램                      |        | 5일    |               |           | 4번째 |      |      |
| 이코노미스트      | MBA                                                | 38번째 | 28일   | 24일          | 13일      | 6번째 |      |      |
| UTD               | 연구 공헌에 따른 전세계 상위 100대 경영대학원 순위 | 59번째 | 66위   |               |           |       |      |      |
| ASU               | 금융 연구 순위                                     | 56번째 | 50번째 |               |           |       |      |      |
| 블룸버그          | 유럽 B-학교 순위                                   |        |        |               | 5일       |       |      |      |

## 같이 보기
- 밀라노 대학교
- 밀라노 공과대학교
- 사크로 쿠오레 가톨릭 대학교
- 경영학 전문석사